# Powrót (powieść)
Powrót (szw. Återkomsten) – powieść kryminalna z 1995, autorstwa szwedzkiego pisarza Håkana Nessera. Jej polskie wydanie ukazało się w 2013 nakładem wydawnictwa Czarna Owca w tłumaczeniu Elżbiety Ptaszyńskiej-Sadowskiej.

## Fabuła
Powieść jest trzecią częścią cyklu z komisarzem Van Veeterenem działającym w fikcyjnym mieście Maardam, w bliżej nieokreślonym kraju europejskim. Niderlandzkie nazwy sugerują, iż wzorem do stworzenia wizji tego kraju mogła być Holandia lub Belgia. Akcja tej części rozgrywa się wiosną, w kwietniu. W przydrożnym rowie pod Behren odnalezione zostają zawinięte w dywan zwłoki pozbawione stóp, dłoni i głowy. Rozkład sugeruje, że leżały tam kilka miesięcy. Okazuje się, że jest to ciało Leopolda Verhavena - byłego sportowca, biegacza, bożyszcza Szwecji, oskarżonego następnie o doping wydolnościowy i pozbawionego medali. Była to jedna z pierwszych takich spraw w historii sportu (lata 60. XX wieku). 24 sierpnia 1993 wyszedł on z więzienia po odbyciu wyroku za zabójstwo w 1981 kobiety z miejscowości Kaustin - Marlene Nietsch (jej zwłoki znaleziono w tym samym rejonie, co Verhavena). Wcześniej odbywał podobny wyrok (12 lat pozbawienia wolności) za zabójstwo swojej partnerki - Beatrice Holden, którą odnaleziono martwą 16 kwietnia 1962. Wyszedł w 1974. Łącznie przebywał w więzieniu 24 lata. Zamieszkał w domu nazywanym Wielkim Cieniem ponad wsią Behren, gdzie zajął się hodowlą kur, a nawet był prekursorem wielu nowatorskich rozwiązań w tym zakresie. Van Veeterenem zaczynają targać wątpliwości, czy procesy Verhavena były uczciwe. Jednocześnie zmaga się on z nowotworem jelita i przebywa w szpitalu, gdzie zostaje mu wycięty fragment tego organu.